# Saint-Menge
Saint-Menge település Franciaországban, Vosges megyében. Lakosainak száma 117 fő (2022. január 1.). Saint-Menge Belmont-sur-Vair, Dombrot-sur-Vair, Gemmelaincourt, Gironcourt-sur-Vraine és Ménil-en-Xaintois községekkel határos.

## Népesség
A település népessége az elmúlt években az alábbi módon változott:
| Lakosok száma | 133  | 129  | 128  | 126  | 127  | 129  | 125  | 121  | 117  |
|               | 2013 | 2015 | 2016 | 2017 | 2018 | 2019 | 2020 | 2021 | 2022 |